# 맨해튼헨지

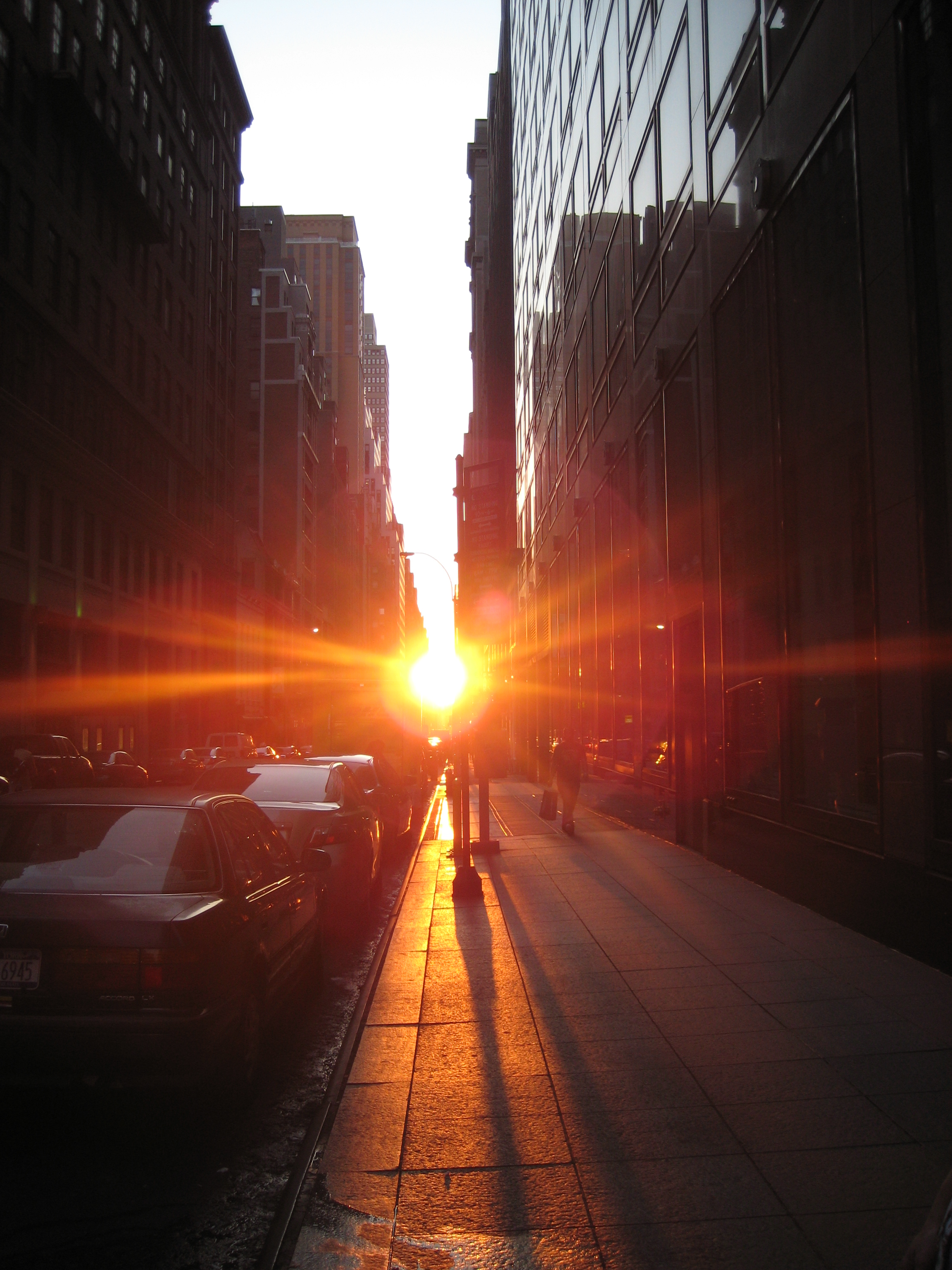

맨해튼헨지(Manhattanhenge)는 뉴욕 맨해튼에서 매년 5월 말, 7월 초에 발생하는 현상이다. 태양이 일몰하면서 거리와 태양이 나란히 놓여있어 햇빛이 바로 비치는 현상이다.